# قضية صفية (مسلسل)
قضية صفية مسلسل تلفزيوني مصري عرض في رمضان 1431 هـ/2010م على القنوات الفضائية. من إخراج أحمد شفيق وبطولة مي عز الدين، أحمد السعدني ونخبة من الفنانين المصريين.

## قصة المسلسل
تدور الأحداث حول "صفية" الفتاة الريفية التي ظهر أخ لها بعد وفاة والدها يقتحم حياتها ليحولها إلى جحيم. تتهم "صفية" بقتله، وبعد الحكم عليها بالإعدام يظهر أخوها في السجن لزيارتها بشكل غامض فتهرب وتحاول إثبات برائتها طوال حلقات المسلسل بمساعدة ضابط الشرطة أحمد السعدني لتكتشف أنها وقعت ضحية عصابات الوساطة في بيع الأراضي لليهود في سيناء لإقامة منتجعات سياحية ودينية لاستقبال اليهود القادمين لحضور مولد أبو حصيرة. أبو حصيرة يعتبر شخصية مقدسة عند اليهود يحجون لمزاره في سيناء المصرية كل عام.

## بطولة
- مي عز الدين
- طارق لطفي
- أحمد السعدني
- سامح الصريطي
- لطفي لبيب
- دنيا المصري